# Neoperla
Neoperla is een geslacht van steenvliegen uit de familie borstelsteenvliegen (Perlidae). De wetenschappelijke naam van het geslacht is voor het eerst geldig gepubliceerd in 1905 door Needham.

## Soorten
Neoperla omvat de volgende soorten:
- Neoperla aeripennis (Enderlein, 1909)
- Neoperla aestiva Uchida, 1990
- Neoperla affinis Zwick, 1983
- Neoperla agtouganon Sivec & Stark, 2011
- Neoperla agusani Sivec, 1984
- Neoperla alboguttata Zwick, 1986
- Neoperla aliqua Zwick, 1973
- Neoperla andreas Sivec & Stark, 2011
- Neoperla angulata (Walker, 1852)
- Neoperla angustilobata Zwick, 1988
- Neoperla anjiensis Yang & Yang, 1998
- Neoperla asperata Zwick, 1988
- Neoperla asperipenis Zwick, 1980
- Neoperla atropennis Banks, 1924
- Neoperla baishuijiangensis Du, 2005
- Neoperla banksi Illies, 1966
- Neoperla baotianmana Li & Wang, 2011[2]
- Neoperla bicornua Wu, 1973
- Neoperla bicornuta Yang & Yang, 1995
- Neoperla bicoronata Zwick, 1986
- Neoperla bilineata Wu & Claassen, 1934
- Neoperla bilobata Zwick, 1986
- Neoperla binodosa (Wu, 1973)
- Neoperla biprojecta Du, 2001
- Neoperla biseriata Zwick & Anbalagan, 2007
- Neoperla bituberculata Du, 2000
- Neoperla borneensis (Enderlein, 1909)
- Neoperla breviscrotata Du, 1999
- Neoperla caligata (Burmeister, 1839)
- Neoperla cameronis Zwick, 1988
- Neoperla carlsoni Stark & Baumann, 1978
- Neoperla catharae Stark & Baumann, 1978
- Neoperla cavaleriei (Navás, 1922)
- Neoperla cavalerieri (Navás, 1922)
- Neoperla choctaw Stark & Baumann, 1978
- Neoperla chui Wu & Claassen, 1934
- Neoperla clara Stark & Sivec, 2008
- Neoperla clymene (Newman, 1839)
- Neoperla connectens Zwick, 1986
- Neoperla coosa Stark & Smith, 1998
- Neoperla coralliata Uchida, 1990
- Neoperla coreensis Ra, Kim, Kang & Ham, 1994
- Neoperla coronata Zwick, 1988
- Neoperla costalis (Klapálek, 1913)
- Neoperla coxi Stark, 1995
- Neoperla curvispina Wu, 1948
- Neoperla daklak Stark & Sivec, 2008
- Neoperla dao Stark & Sivec, 2008
- Neoperla darlingi Stark & Sivec, 2007
- Neoperla dashahena Du, 2005
- Neoperla dayak Zwick, 1986
- Neoperla dentata Sivec, 1984
- Neoperla diehli Sivec, 1985
- Neoperla distincta Zwick, 1983
- Neoperla divergens Zwick, 1986
- Neoperla dolichocephala Klapálek, 1909
- Neoperla dorsispina Yang & Yang, 1996
- Neoperla duratubulata Du, 1999
- Neoperla edmundsi Stark, 1983
- Neoperla erecta Stark & Sivec, 2008
- Neoperla falayah Stark & Lentz, 1988
- Neoperla fallax Klapálek, 1910
- Neoperla fanjingshana Yang & Yang, 1992
- Neoperla flagellata Li & Murányi, 2012
- Neoperla flavescens Chu, 1929
- Neoperla flavicincta Zwick, 1985
- Neoperla flexicrotata Du, 2000
- Neoperla flexiscrotata Du, 2000
- Neoperla flinti Sivec, 1984
- Neoperla forcipata Yang & Yang, 1992[3]
- Neoperla formosana Okamoto, 1912
- Neoperla foveolata Klapálek, 1921
- Neoperla furcata Zwick, 1986
- Neoperla furcifera Klapálek, 1909
- Neoperla gaufini Stark & Baumann, 1978
- Neoperla geniculata (Pictet, 1841)
- Neoperla geniculatella Okamoto, 1912
- Neoperla gordonae Stark, 1983
- Neoperla grafei Stark & Sheldon, 2009
- Neoperla guangxiensis Du & Sivec, 2004
- Neoperla hainanensis Yang & Yang, 1995
- Neoperla hamata Jewett, 1975
- Neoperla han Stark, 1987
- Neoperla harina Navás, 1929
- Neoperla harperi Zwick, 1980
- Neoperla harpi Ernst & Stewart, 1986
- Neoperla harrisi Stark & Lentz, 1988
- Neoperla hatakeyamae Okamoto, 1912
- Neoperla henana Li, Wu & Zhang, 2011
- Neoperla hermosa Banks, 1924
- Neoperla hoabinhica Navás, 1932
- Neoperla hubbsi Ricker, 1952
- Neoperla hubeiensis Li & Wang, 2012
- Neoperla hubleyi Stark & Sivec, 2008
- Neoperla idella Stark & Sivec, 2008
- Neoperla illiesi Zwick, 1983
- Neoperla indica Needham, 1909
- Neoperla inexspectata Zwick, 1980
- Neoperla infuscata Wu, 1935
- Neoperla jacobsoni Klapálek, 1910
- Neoperla jewetti Sivec, 1984
- Neoperla jigongshana Li & Li, 2014[4]
- Neoperla katmanduana Harper, 1977
- Neoperla klapaleki Banks, 1937
- Neoperla lahu Stark, 1983
- Neoperla laotica Zwick, 1988
- Neoperla latamaculata Du, 2005
- Neoperla leigongshana Du & Wang, 2007
- Neoperla leptacantha Stark & Sivec, 2008
- Neoperla leptophallus Zwick, 1988
- Neoperla lieftincki Zwick, 1983
- Neoperla lii Du, 1999
- Neoperla limbatella Navás, 1933
- Neoperla longispina Wu, 1937
- Neoperla longwangshana Yang & Yang, 1998
- Neoperla lui Du & Sivec, 2004
- Neoperla lushana Wu, 1935
- Neoperla luteola (Burmeister, 1839)
- Neoperla magisterchoui Du, 2000
- Neoperla mainensis Banks, 1948
- Neoperla malleus Zwick, 1988
- Neoperla maolanensis Yang & Yang, 1993
- Neoperla melanocephala Navás, 1931
- Neoperla microtumida Wu & Claassen, 1934
- Neoperla minor Chu, 1929
- Neoperla mnong Stark, 1987
- Neoperla moesta Banks, 1939
- Neoperla monacha Stark & Sivec, 2008
- Neoperla montivaga Zwick, 1977
- Neoperla multilobata Zwick, 1986
- Neoperla multispinosa Stark & Sivec, 2008
- Neoperla naviculata Klapálek, 1909
- Neoperla nebulosa Stark & Sivec, 2008
- Neoperla nigra Sivec, 1984
- Neoperla niponensis (McLachlan, 1875)
- Neoperla nishidai Sivec, 1984
- Neoperla nitida Kimmins, 1950
- Neoperla nova Zwick, 1988
- Neoperla obliqua Banks, 1913
- Neoperla obscura Zwick, 1981
- Neoperla obscurofulva (Wu, 1962)
- Neoperla occipitalis (Pictet, 1841)
- Neoperla ochracea Zwick, 1981
- Neoperla oculata Banks, 1924
- Neoperla osage Stark & Lentz, 1988
- Neoperla palawan Sivec & Stark, 2011
- Neoperla pallescens Banks, 1937
- Neoperla pallicornis Banks, 1937
- Neoperla parva Banks, 1939
- Neoperla paucispinosa Zwick, 1986
- Neoperla perspicillata Zwick, 1980
- Neoperla peterzwicki Stark & Sivec, 2008
- Neoperla philippina Sivec, 1984
- Neoperla pilosella Klapálek, 1905
- Neoperla pluvia Uchida, 1990
- Neoperla primitiva Geijskes, 1952
- Neoperla propinqua Zwick, 1983
- Neoperla pseudorecta Sivec, 1984
- Neoperla punan Zwick, 1986
- Neoperla qinglingensis Du, 2005
- Neoperla qingyuanensis Yang & Yang, 1995
- Neoperla quadrata Wu & Claassen, 1934
- Neoperla ramosa (Navás, 1919)
- Neoperla recta Banks, 1913
- Neoperla reticulata Zwick, 1986
- Neoperla rigidipenis Zwick, 1983
- Neoperla robisoni Poulton & Stewart, 1986
- Neoperla rotunda Wu, 1948
- Neoperla rougemonti Zwick, 1986
- Neoperla sabah Zwick, 1986
- Neoperla sabang Sivec & Stark, 2011
- Neoperla salakot Sivec & Stark, 2011
- Neoperla saraburi Zwick, 1988
- Neoperla sarawak Zwick, 1986
- Neoperla sauteri Klapálek, 1912
- Neoperla schlitz Stark & Sivec, 2008
- Neoperla schmidi Aubert, 1959
- Neoperla schmidiana Zwick, 1981
- Neoperla securifera Zwick, 1986
- Neoperla separanda Zwick, 1983
- Neoperla seriespinosa Zwick, 1986
- Neoperla serrata Zwick, 1988
- Neoperla signatalis Banks, 1937
- Neoperla silvaeae Zwick, 1986
- Neoperla similiserecta Wang & Li, 2012
- Neoperla simplicior Navás, 1932
- Neoperla sinensis Chu, 1928
- Neoperla sinuata Stark & Sivec, 2008
- Neoperla sitahoanensis Sivec, 1985
- Neoperla siveci Zwick, 1980
- Neoperla song Stark & Sivec, 2008
- Neoperla spinaloba Stark & Sivec, 2008
- Neoperla spinosa Zwick, 1986
- Neoperla spio (Newman, 1839)
- Neoperla starki Zwick, 1986
- Neoperla stewarti Stark & Baumann, 1978
- Neoperla stueberae Zwick, 1983
- Neoperla sumatrana (Enderlein, 1909)
- Neoperla sungi Cao & Bae, 2007
- Neoperla taibaina Du, 2005
- Neoperla taihorinensis (Klapálek, 1913)
- Neoperla taiwanica Sivec & Zwick, 1987
- Neoperla tamdao Cao & Bae, 2007
- Neoperla tenuispina Klapálek, 1921
- Neoperla teresa Stark & Sivec, 2008
- Neoperla tetrapoda Zwick, 1986
- Neoperla thai Stark, 1983
- Neoperla theobromae Zwick, 1986
- Neoperla tingwushanensis Wu, 1935
- Neoperla tortipenis Zwick, 1980
- Neoperla transversprojecta Du & Sivec, 2004
- Neoperla triangulata Kawai, 1975
- Neoperla truncata Wu, 1948
- Neoperla tuberculata Wu, 1937
- Neoperla unicolor Zwick, 1986
- Neoperla uniformis Banks, 1937
- Neoperla ussurica Sivec & Zhiltzova, 1996
- Neoperla vallis Uchida, 1990
- Neoperla variegata Klapálek, 1909
- Neoperla venosa Kimmins, 1950
- Neoperla verna Uchida, 1990
- Neoperla vesperi Zwick, 1983
- Neoperla wagneri Sivec, 1984
- Neoperla wui Yang & Yang, 1990
- Neoperla yangae Du, 2001
- Neoperla yao Stark, 1987
- Neoperla yaoshana Li, Wang & Lu, 2011
- Neoperla yentu Cao & Bae, 2007[5]
- Neoperla zhiltzovae Teslenko, 2012
- Neoperla zonata Stark & Sivec, 2008
- Neoperla zwicki Sivec, 1984